# Місто Слов'янськ (монета)
«Мі́сто Слов'я́нськ» — пам'ятна монета номіналом 5 гривень, випущена Національним банком України, присвячена місту, розташованому на р. Казенний Торець, біля Торських соляних озер. У 1645 році на переправі через ріку було споруджено «острожек», пізніше — засновано місто-фортецю (до 1784 року — Тор, Соляний), яке до кінця XVIII ст. перетворилося на повітове місто, куди на торги з'їжджалися купці з усієї Слобідської України. Розвиток міста історично пов'язаний із сольовим промислом — видобутком солі та лікуванням пацієнтів солоною водою і цілющими грязями. Сучасне місто Слов'янськ є одним із символів в українській боротьбі за повернення окупованих територій, втрачених унаслідок російської агресії 2014 року.
Монету введено в обіг 1 грудня 2020 року. Вона належить до серії «Стародавні міста України».

## Опис монети та характеристики
| Номінал грн. | Метал      | Маса, г | Діаметр, мм | Якість виготовлення       | Гурт     | Тираж, штук |
| ------------ | ---------- | ------- | ----------- | ------------------------- | -------- | ----------- |
| 5            | нейзильбер | 16,54   | 35,0        | спеціальний анциркулейтед | рифлений | 35 000      |

### Аверс
На аверсі монети розміщено: угорі — малий Державний Герб України, ліворуч від якого напис «УКРАЇНА» (півколом) та номінал монети — «5/ГРИВЕНЬ»; у центрі на дзеркальному тлі — стилізовану композицію, що відображає історичні періоди заснування міста: козак на тлі фрагмента дерев'яної фортеці, під якою стилізовані хвилі та напис: «СОЛЯНИЙ/ ТОР»; рік карбування монети — «2020» та логотип Банкнотно-монетного двору Національного банку України (праворуч від козака).

### Реверс

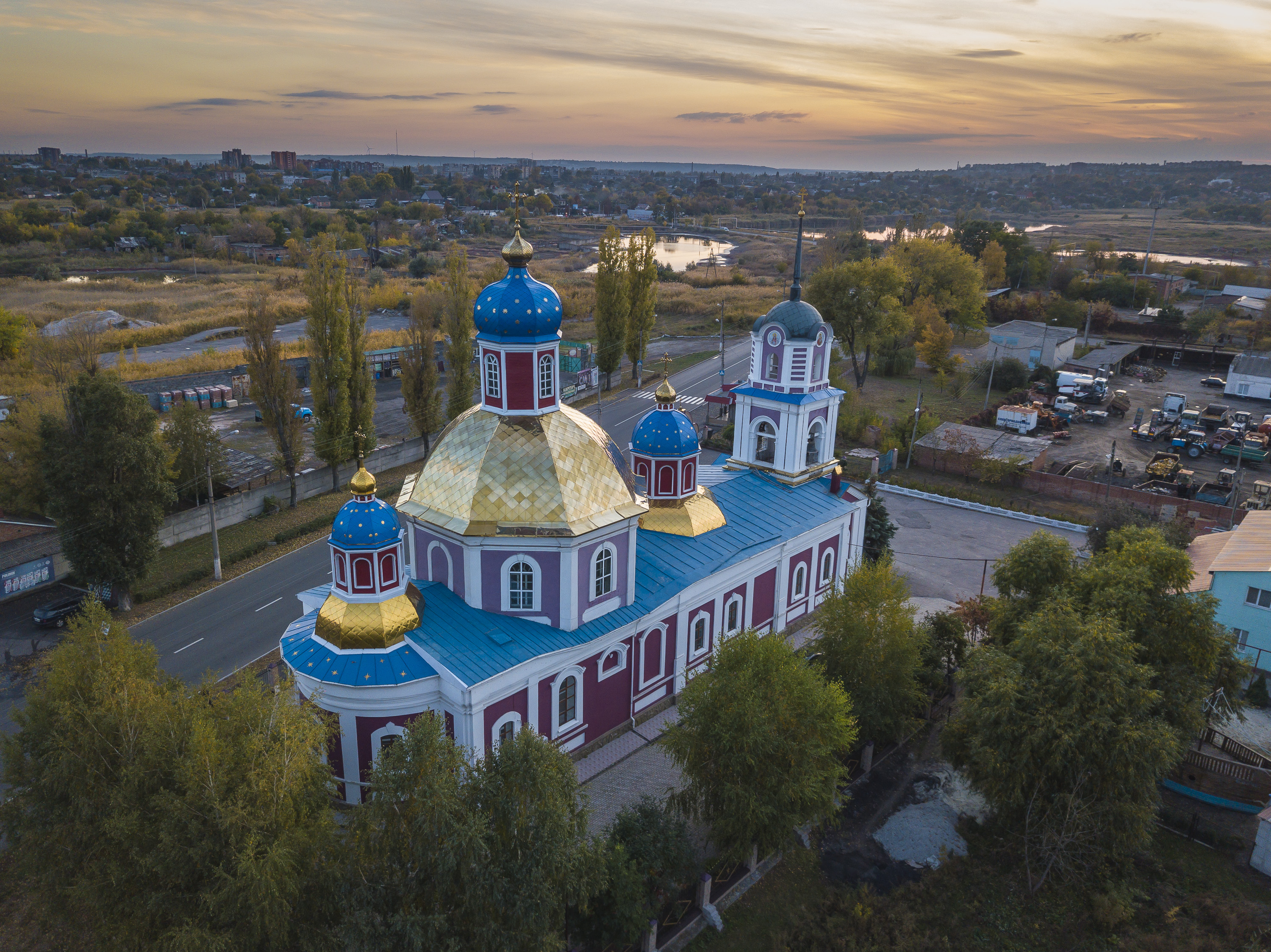
Свято-Воскресенський храм

На реверсі монети на тлі силуету гори Карачун зображено стилізовану композицію сучасного міста: угорі — герб міста Слов'янська, під яким адміністративний будинок міськради, історичні споруди — Свято-Воскресенська церква (праворуч), будинок міської лікарні (ліворуч), на передньому плані внизу — фонтан.

## Автори

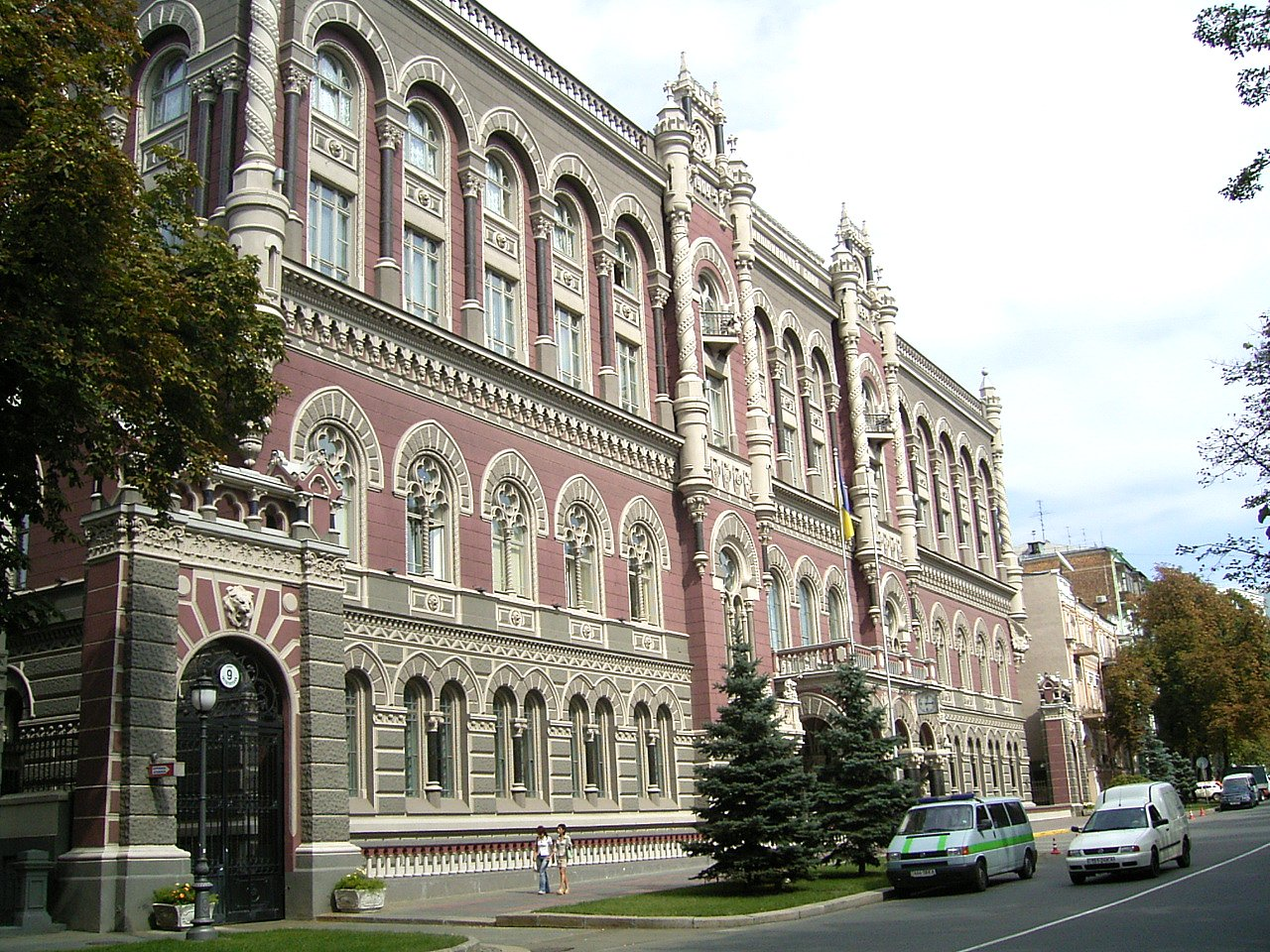
Будівля Національного банку України

- Художник — аверс: Кузьмін Олександр, Скоблікова Марія; реверс — Іваненко Святослав, автор ідеї реверсу — Омельченко Микола.
- Скульптор — Демяненко Анатолій, Іваненко Святослав.

## Вартість монети
Під час введення монети в обіг 2020 року, Національний банк України реалізовував монету за ціною 40 гривень.
Фактична приблизна вартість монети, з роками змінювалася так:
| Рік        | 2021 | 2022 | 2023 | 2024 | 2025 |
| ---------- | ---- | ---- | ---- | ---- | ---- |
| Ціна, грн. | 55   | 60   | 130  | 190  | 290  |